# ホルミズド1世 (クシャーンシャー)
ホルミズド1世（ホルミズド1せい、生没年：〜300年頃）はクシャーノ・サーサーン朝のクシャーンシャー（シャー、在位：275年頃〜300年頃）。宗主国サーサーン朝のシャーハンシャー、兄のバハラーム2世に対して反乱を起こした。
ホルミズド1世は、自身の称号を従来の「偉大なるクシャーン王（シャー）」から「偉大なるクシャーンの諸王の王（シャーハンシャー）」に改めた。クシャーノ・サーサーン朝がサーサーン朝から自立意識を高めていたことを示し、サーサーン家と直接対立していた可能性もある。293年にバハラーム2世が死ぬまでに、ホルミズド1世の反乱は鎮圧された。300年に死去するまで統治を続け、同名のホルミズド2世が後を継いだ。

## 名前
ホルミズド（Hormizd、 またはŌhrmazd（オフルマズド） Hormozd（ホルモズド）とも） はアヴェスター語でアフラ・マズダーと呼ばれるゾロアスター教の最高神の名前の中期ペルシア語綴りである。古代ペルシア語では Auramazdā 、ギリシア語には Hormisdas と転写されている。

## 生い立ち
従来のクシャーノ・サーサーン朝の君主と同様に、ホルミズド1世はサーサーン朝の東部、トハーリスターン（バクトリア）・カーブリスターン・ガンダーラなどを含む地域を実質的に統治した。歴代のクシャーノ・サーサーン朝の君主は、クシャーナ朝の王と同様に「クシャーンシャー（クシャーンの王）」の称号を名乗り、クシャーナ朝との連続性を主張している。ホルミズド1世は、おそらくサーサーン朝の皇帝バハラーム1世（在位：271年〜274年）の息子である。バハラーム1世が274年に亡くなると、ホルミズド1世の兄にあたるバハラーム2世（在位：274年〜293年）が後を継ぎ、皇帝に即位した。ホルミズド1世はバハラーム2世の統治下のサーサーン朝に反旗を翻した。

## 治世

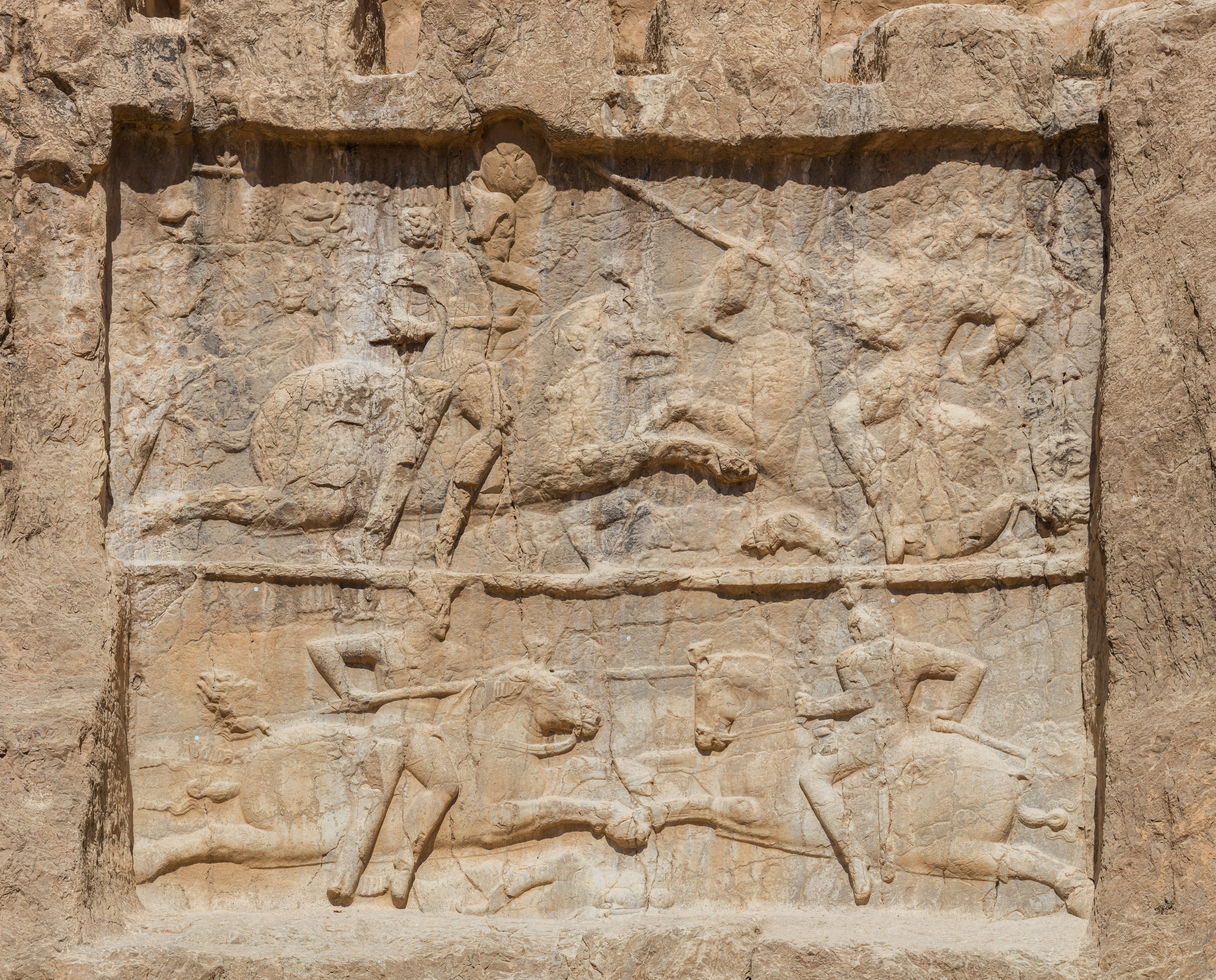
写真下部のレリーフはバハラーム2世（左）がホルミズド1世（右）に勝利した様子を描いている（上部のレリーフはバハラームがローマ皇帝カルスに「勝利」した様子を描いた）。--ナクシェ・ロスタムのレリーフ

ホルミズド1世は、その硬貨の銘文に、従来の称号「偉大なクシャーナの王」から称号を「偉大なクシャーナの諸王の王」に変更して、初めて刻んだ王である。クシャーノ・サーサーン朝の王は、もともとクシャーナ朝も使用していた「諸王の王」の称号を名乗っていた。称号の変化は、クシャーノ・サーサーン朝の立ち位置と独立意識の変遷を示し、本家にあたるサーサーン朝の王族との対立を示唆している。
ホルミズド1世の反乱はサカスターン人・Gilaks・クシャーン人の援助を受けた。サカスターンでも、ホルミズド1世の従兄弟ホルミズド・サカスターンシャーが反乱を起こしている。そのためサカスターンシャーのホルミズドはクシャーンシャーのホルミズド1世と同一人物かもしれないと推測されている。しかし、歴史家ホダダッド・レザハニはこの説を否定している
。同時期に、フーゼスターンでもサーサーン朝のゾロアスター教聖職者（モウベド）が反乱を起こしたが、この勢力はサカスターンシャーのホルミズドに吸収された。
サーサーン朝での内乱の発生を知ったローマ皇帝カルスは、この機を逃さず283年にサーサーン朝へ侵攻した。バハラーム2世が反乱鎮圧のために帝国東部にいた間にメソポタミアを侵略し、軍事衝突がほとんどないままサーサーン朝の首都クテシフォンを包囲した。当初は内乱のため効果的な防衛策を展開することができず、カルス率いるローマ軍がクテシフォンを占領した可能性もある。しかし、カルスは、雷に打たれて（部下による暗殺の暗示とも）事故死した。ローマ軍は撤退し、メソポタミアはサーサーン朝が奪還した。翌年、バハラーム2世は、ローマ皇帝ディオクレティアヌスと和平を結んだ。
293年にバハラーム2世が亡くなるまでには、反乱は鎮圧されていて、息子のバハラーム（バハラーム3世）にサカスターンを授け、「サカーンシャー」（サカの王）の称号を名乗らせた。ホルミズド1世は300年頃まで統治を続け、同名のホルミズド2世が後を継ぎ、クシャーンシャーとなった（ホルミズド2世と1世は同一人物の可能性もある）。

## 硬貨

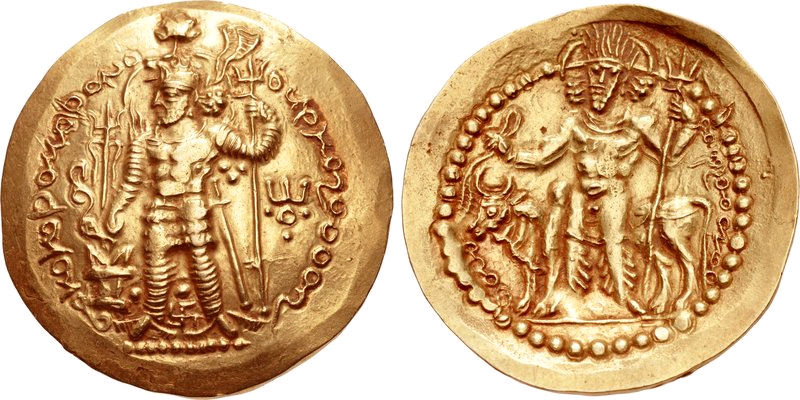
ホルミズド1世が鋳造した硬貨。クシャーナ朝の硬貨を模倣していて、裏にはオエショが描かれている。

カーブル、バルフ、ヘラート、メルブなどでホルミズド1世の硬貨が鋳造された。ヒンドゥークシュ山脈南部で発見された、ホルミズド1世の初期の銅貨の多くが、クシャーナ朝の王のヴァースデーヴァ2世（在位：275年~300年）によって重ね打ちされていることから、クシャーナ朝とクシャーノ・サーサーン朝が並立して存在していたことが分かる。ホルミズド1世の硬貨は、表面にはクシャーナの軍服を着た王、裏面にはオエショ（シヴァ神）が描かれた、クシャーナ朝の硬貨の特徴を引き継いだものもある。しかし、サーサーン朝の硬貨と同じ形式の硬貨もあり、それらの硬貨の裏面には火祭壇や神が描かれている。
硬貨の表面には、ホルミズド1世がライオンの頭の形をした王冠をかぶっている姿が描かれている。このライオンはメソポタミアの女神イナンナから派生した、ゾロアスター教の豊穣の女神アナーヒターに対応するナナの象徴である
。ゾロアスター教では、ライオンはヒョウや猫とともに邪悪な動物とみなされ、忌み嫌われている。ゾロアスター教では忌み嫌う存在でありながらも、ライオンはクシャーノ・サーサーン朝ではナナ（アナーヒター）の象徴に採用された可能性もある。
Paratarajasの君主Datayolaによって重ね打ちされた、ホルミズド1世の硬貨も見つかっている。